# Университет Бордо IV
Университет Монтескьё Бордо IV — французский университет, относится к академии Бордо. Основан в 1995 году. Университет назван в честь французского писателя, правоведа и философа Монтескьё.

## История
Университет Монтескьё является наследником факультета права и экономики бывшего университета Бордо.  Вследствие майских волнений 1968 году указом Эдгара Фора университет Бордо, как и многие французские университеты, расформирован на более мелкие: Бордо I, Бордо II и Бордо III. Университет Бордо I наследует факультет права и точных наук. Быстрый рост количества студентов (30 000) и сосуществование столь разных дисциплин как точные и гуманитарные науки мешает нормальному развитию университета. В 1995 году принято решение о создании нового университета Бордо IV, основное направление которого право и экономика, и насчитывает 13 000 студентов.  

## Структура
В состав университета входят 2 факультета, 5 институтов и 3 докторских школы.
Факультеты:
- Факультет права и политических наук.
- Факультет экономики, менеджмента и социально-экономической администрации.

Институты:
- Институт администрирования предприятий.
- Университетский институт технологии Перигё.
- Университетский институт технологии Бордо Монтескьё.
- Университетский институт по подготовке профессоров.
- Институт политических наук Бордо.

Докторские школы:
- Докторская школа права.
- Докторская школа политических наук.
- Докторская школа экономики, менеджмента и демографии.